# لیکوی رگه‌ای چینی
لیکوی رگه‌ای چینی یا باباکس چینی (نام علمی: Babax lanceolatus) نام یک گونه از تیره سسکیان است.